# Joseph Gonzales (pugile)
Joseph Gonzales, meglio conosciuto come Jo Gonzales (Narbona, 6 agosto 1941), è un ex pugile francese, medaglia d’argento alle Olimpiadi di Tokyo e avversario, da professionista, di Sandro Mazzinghi e Remo Golfarini.

## Biografia

### Carriera da dilettante
Di origini iberiche, rappresenta la Francia, nei pesi superwelter, ai Giochi del Mediterraneo di Napoli del 1963. Perde ai punti ai quarti di finale da Remo Golfarini.
L’anno successivo, alle Olimpiadi di Tokyo 1964, vince la medaglia d’argento nella medesima categoria. Sconfigge al primo turno il giapponese Koji Masuda, nei quarti di finale l’australiano Tony Barber per KO al primo round, in semifinale il nigeriano Nojim Nayegum ma in finale deve cedere al grande Boris Lagutin, uno dei più forti pugili sovietici di tutti i tempi .

### Carriera da professionista
Dotato di un pugno eccezionale, passa professionista subito dopo le Olimpiadi. In tre anni realizza un curriculum di tutto rispetto: 31 vittorie, tutte prima del limite, 2 pari e 2 sconfitte, su 35 match disputati. Tra i suoi avversari sconfitti, l’ex sfidante al titolo mondiale Tony Montano (KO al terzo round) e l’ex campione europeo Yoland Lévèque (KO al secondo round). 
Il 1º dicembre 1967 sale sul ring del PalaEur per contendere il titolo europeo dei pesi superwelter a Sandro Mazzinghi. Il toscano però non si fa sorprendere. A 1:30 della quarta ripresa, Gonzales va una prima volta a terra ed è contato sino all’otto. Passano solo altri 50 secondi ed è messo definitivamente KO. 
Non passano nemmeno undici mesi che ottiene nuovamente la chance di combattere per la cintura europea dei superwelter, lasciata vacante da Mazzinghi che, nel frattempo, ha conquistato il titolo mondiale. Il 29 novembre 1968, sempre a Roma, è però nuovamente sconfitto ai punti in quindici riprese da Remo Golfarini, che già lo aveva battuto da dilettante.
Dopo questo match Gonzales sale di categoria ma il suo tentativo di conquistare il titolo nazionale dei pesi medi si spegne di fronte ai pugni di Pascal Di Benedetto, già avversario di Nino Benvenuti, nuovamente con verdetto ai punti, nel gennaio 1970. Due mesi dopo, tuttavia, tornato nella sua più congegnale categoria dei superwelter, riesce finalmente a conquistare la cintura di Campione di Francia battendo a Cannes Jean Baptiste Rolland per knock-out tecnico alla settima ripresa. Stesso risultato è quello della rivincita che si combatte nuovamente a Cannes, otto mesi più tardi.
Una nuova sortita nei pesi medi si infrange contro i pugni dell’astro nascente Jean-Claude Bouttier per KO al terzo round. Sinché, il 5 aprile 1971, a Parigi, è costretto a consegnare il titolo nazionale dei superwelter nei guantoni del marsigliese di origine armena Jacques Kechichian, futuro avversario di Carlo Duran.
Dopo questo match si ritira dal pugilato agonistico con un record di 39 vittorie, tutte vinte prima del limite ma ben undici sconfitte e due pari.